# ليسونا
ليسونا (بالإيطالية: Lessona)‏ هي بلدية في مقاطعة بييلا في إقليم بييمونتي في إيطاليا.

## السكان
في سنة 1861 بلغ عدد السكان 1٬775 نسمة، وتطور العدد ليصل في سنة 2011 لـ 2٬835 نسمة.
يظهر هذا المخطط البياني تطور النمو السكاني لـ ليسونا